# 厲兌穴
厲兌穴是属于足陽明胃經的腧穴，是胃經的井穴。

## 定位
足第2趾末節外側，距趾甲角0.1寸。

## 主治
口喎、齒痛、面腫、胸腹脹滿、癲狂、熱病等。

## 操作
淺刺0.1寸。